# Мари де Сен-Жорж, Пьер
Пьер Мари́ де Сен-Жорж  (фр. Pierre Marie de Saint-Georges), более известный как г-н Мари́, полное имя Пьер Александр Тома́ Эма́бль Мари́ де Сен-Жорж (Pierre Alexandre Thomas Amable Marie de Saint-Georges);  15 февраля 1795 года, Осер — 28 апреля 1870 года, Париж) — французский адвокат и политический деятель, депутат и министр.

## Биография
Был адвокатом, создал себе известность защитой политических преступников, особенно в 1835 году Пепэна (Pépin), соумышленника корсиканского заговорщика-террориста Фиески, в 1842 году — Ледрю-Роллена. В 1842 г., избранный в депутаты, примкнул к радикалам.
В феврале 1848 года один из первых подписал приглашение на банкет реформ (запрещённые режимом политические собрания устраивались под видом банкетов), противился назначению регентства и избран был в члены временного правительства; 25 февраля стал министром общественных работ. При нём устроены были национальные мастерские.
С 10 мая по 28 июня он был членом исполнительной комиссии, с 18 июля по 20 декабря 1848 г. — министром юстиции. Неизбранный в законодательное собрание, вернулся к адвокатской практике.
В 1863 году избранный в законодательный корпус, он до 1869 г. принадлежал к оппозиции.